# Trooz-Gletscher
Der Trooz-Gletscher ist ein 24 km langer Gletscher an der Graham-Küste des Grahamlands auf der Antarktischen Halbinsel. Er fließt im südlichen Teil der Kiew-Halbinsel in westlicher Richtung und mündet in die Collins Bay.
Entdeckt wurde der Gletscher bei der Fünften Französischen Antarktisexpedition (1908–1910) unter der Leitung des Polarforschers Jean-Baptiste Charcot. Namensgeber ist der belgische Politiker Jules de Trooz (1857–1907), der als belgischer Innenminister bei der Beschaffung finanzieller Mittel für die Veröffentlichung der wissenschaftlichen Ergebnisse der Belgica-Expedition (1897–1899) unter der Leitung des Polarforschers Adrien de Gerlache de Gomerys behilflich war. Die Benennung erfolgte 1950 auf Vorschlag des Advisory Committee on Antarctic Names im Zuge der Benennung des Kap Pérez, dessen ursprüngliche Benennung als Cap de Trooz verworfen wurde.